# Три щогли
«Три щóгли» (рос. «Три мачты») — електроопори на Совутиній скелі острова Хортиця. Побудовані в тридцятих роках минулого століття для передачі електроенергії по лініях електропередач від ДніпроГЕСу на лівобережжя заводського комплексу Запоріжжя. Четверта опора була зруйнована під час війни і не відновлена.

## Історія
Наприкінці 1920-х років XX століття, з початком будівництва ДніпроГЕС, величезна гребля зупинивши течію Дніпра, стримувала води могутньої річки, і під товщею дніпровських вод зникли знамениті пороги. Вибухали стародавні гранітні скелі по берегах річки, на їх місці з'являлися дороги, електричні підстанції та масивні індустріальні споруди. Колись заповідні незаймані степи покривалися робочими селищами і будмайданчиками. Не обійшла стороною індустріалізація і Хортицю . 
Через найбільший дніпровський острів стали споруджувати мости, які провели крізь Хортицю автомобільну дорогу та залізницю. Паралельно з будівництвом ДніпроГЕСу з'явилися і лінії електропередач, які повинні були передавати електроенергію від майбутньої гідроелектростанції в різні куточки міста, області та країни. Частина ліній, які планували побудувати, відповідно до планів повинні були пройти і через Хортицю для того, щоб якимось чином передати електроенергію по лініях електропередач і в сторону заводського комплексу Запоріжжя. Тоді було прийнято рішення направити ЛЕП через острів Хортиця. Подолавши вузьке русло Старого Дніпра, лінії перейшли на острів Хортиця, і тут зустріли на шляху велику перешкоду — широке дніпровське русло.
Щоб перевести лінії через таку перешкоду, треба було зводити не звичайні опори, а перехідні. Такий тип опор дозволяє підняти проводи на велику висоту, витримуючи розмір провисання, який убезпечить проходження по річці високі судна.

Вигляд на чотири щогли під час Німецько-радянської війни. Четверту зруйновану під час війни щоглу не відновлювали, залишився лише фундамент

На початку 1930-х років почалося зведення ліній електропередач. Тут і там піднімалися над землею величезні металеві опори. Вже у 1932 році на Хортиці з'явилася ціла мережа ліній електропередач, яка перетнула острів з північного скелястого узбережжя з боку правого берега. 
Далі лінії йшли до східного узбережжя острова в район Совутиної скелі. На жаль, давня скеля, в якій навіть колись була печера, і біля якої знаходилося древнє скіфське городище, піддалося негативному втручанню ще з початку ХХ століття.
Лінії електропередач тут  повинні були перейти велику перешкоду — русло Нового Дніпра. Оскільки ширина річки в цьому місці немаленька, а в майбутньому з цього руслу планували відкрити масове судноплавство, з'явилася досить складне завдання. Необхідно було перекинути дроти через річку, піднявши їх на достатню висоту над водою для достатнього габариту провисання, при якому судна не наближалися б до проводів занадто близько. Щоб забезпечити такі умови, на кожному з берегів необхідно було підняти дроти дуже високо. Розрахунки показали, що в точках кріплення проводу повинні будуть піднятися більш, ніж на 100 метрів від поверхні води.

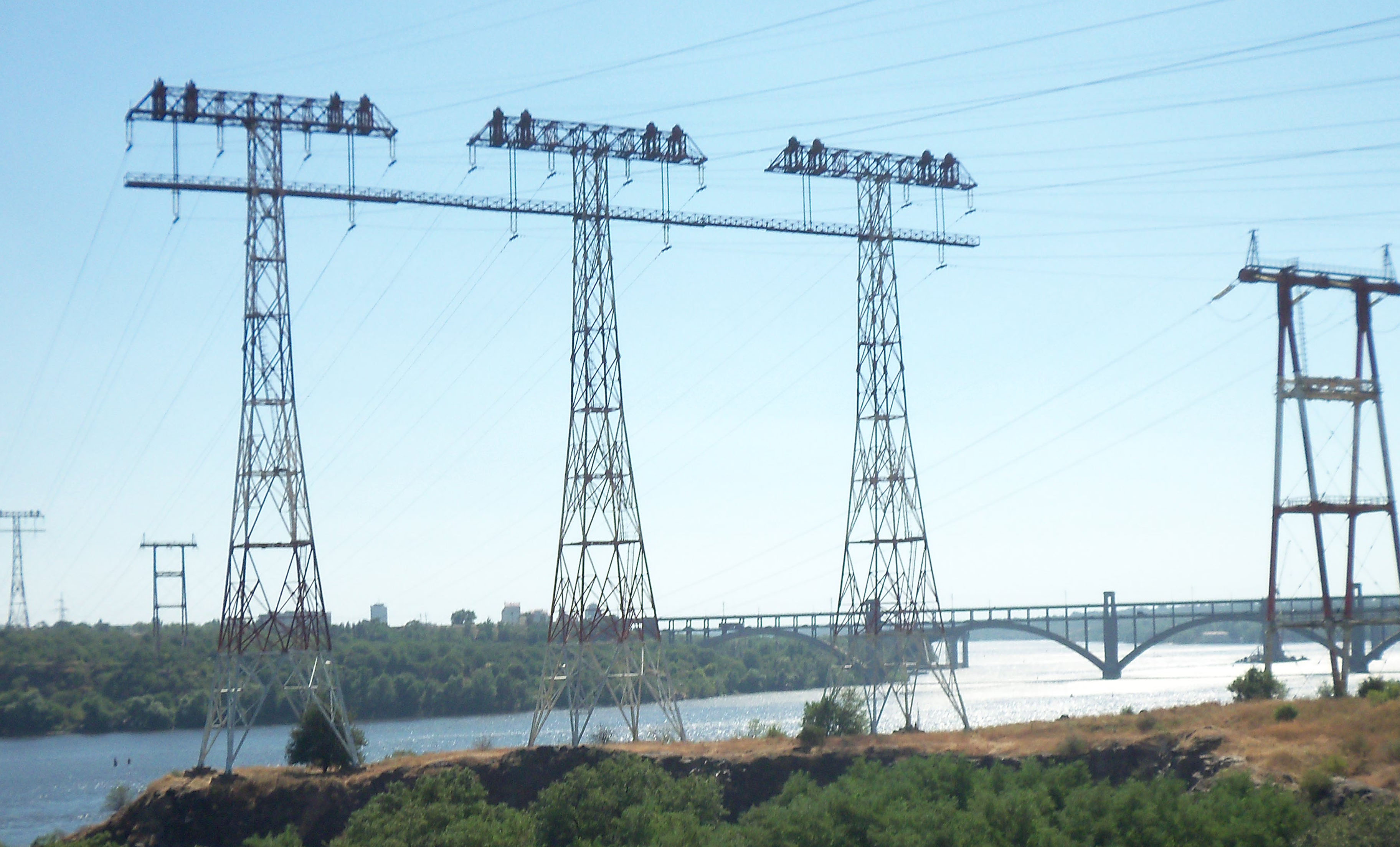
Вигляд на «Три щогли» та мост Преображенського через Новий Дніпро

Вирішенням такого завдання стало спорудження величезних перехідних опор, які встановлювалися на високий скелястий берег на Хортиці і на лівому березі навпроти. Висота скель дозволила трохи зменшити висоту споруд — проектна висота опор склала 75 метрів. Навіть на сьогоднішній день такі споруди виглядають гігантськими, а на той час це було справжнє інженерне диво. Так стали народжуватися знамениті «Три щогли». Опори отримали назву «ПС» — «Перехідна Спеціальна». Це єдиний реалізований проект таких опор, інших таких немає більше ніде.
У 1933 році роботи по установці ліній електропередач були завершені, всі лінії були готові до передачі енергії від ДніпроГЕСу до споживачів.

## Походження назви
Від самого початку унікальних опор було зведено по чотири 75-метрових конструкції на кожному березі. На даний час опор три, так куди ж поділися четверті. Розгадка криється в тому, що події, які сталися через 10 років після будівництва ДніпроГЕСу. Почалася Друга світова війна, через деякий час місто було окуповане нацистами. 

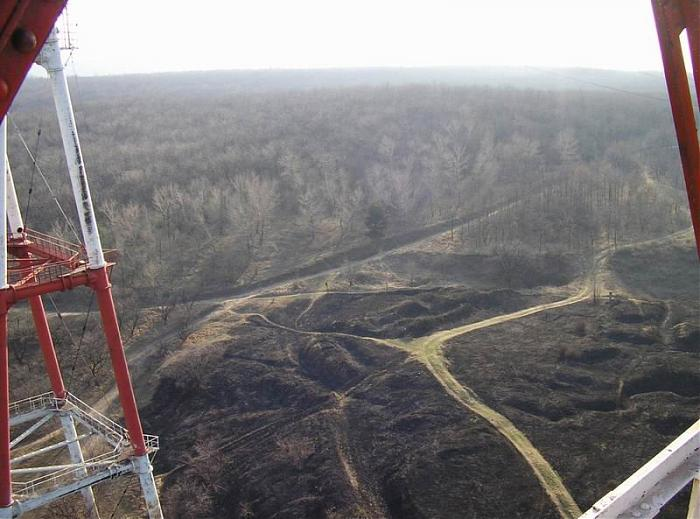
Совутина балка з оглядового переходу

У 1941 році, відступаючи радянські війська підривають ДніпроГЕС, але електроопори при цьому залишаються цілими. Під час окупації 4 щогли все ще стояли на своєму місці. Але при відступі німці знову наносять безліч руйнувань: вони підривають ДніпроГЕС і мости Стрілецького, які встигли відновити за час окупації, і цього разу встигають підірвати і частина ліній електропередач, дроти і троси вивозять. Переживши практично всі воєнні роки, щогли не витримують фінального протистояння і виявляються повністю зруйнованими.
У 1945 році розпочалося відновлення переходів ЛЕП через Дніпро. Першими відновлюють по одній опорі з кожного берега, які вище за все за течією. Відновлення опор проводилося за старим проектом кінця 1920-х років, з невеликими змінами і доробками. У 1945—1946 роках перші щогли переходу через нове русло Дніпра були встановлені. Протягом наступних кількох років безперервно велися відновлювальні роботи на Дніпровській ГЕС і всіх прилеглих лініях електропередач. Впродовж 1945—1949 років були відновлені тільки по три щогли на кожному березі через Новий Дніпро. З тих пір і появилася назва не «Чотири», а «Три щогли». Фундамент підірваної в війну четвертої опори досі видно в південній частині скелі.
У 1960 році поряд з «Трьома щоглами» були споруджені великі трубчасті перехідні опори нової лінії напругою 330 кВ. Ці опори трохи нижче «Трьох щогл» — їх висота становить 62 метри. Що стосується четвертої щогли, яка була зруйнована під час війни і  так не була відновлена, то від неї залишився лише фундамент, знайти його можна і до тепер. Також на деяких фундаментах збереглися і залишки самих перших опор.

## Характеристики
Висота опор — 74,5 метра. Між ними є суцільна перехідна площадка, що дозволяє переміщатися між опорами зверху при їх обслуговуванні. Зараз опори несуть 5 трифазних ліній змінного струму напругою 154 кВ (154 000 Вольт), по дві лінії на кожній опорі за винятком однієї, де одна лінія не задіяна. 
Всі лінії електропередач пов'язують ДніпроГЕС з об'єднаною енергосистемою півдня України, і з споживачами на лівому березі, в тому числі — з запорізькими заводами. Розташовані поруч опори з високих сталевих труб споруджені пізніше, в 1960-х роках ХХ століття, і несуть на собі одну лінію напругою 330 кВ.

## Сьогодення

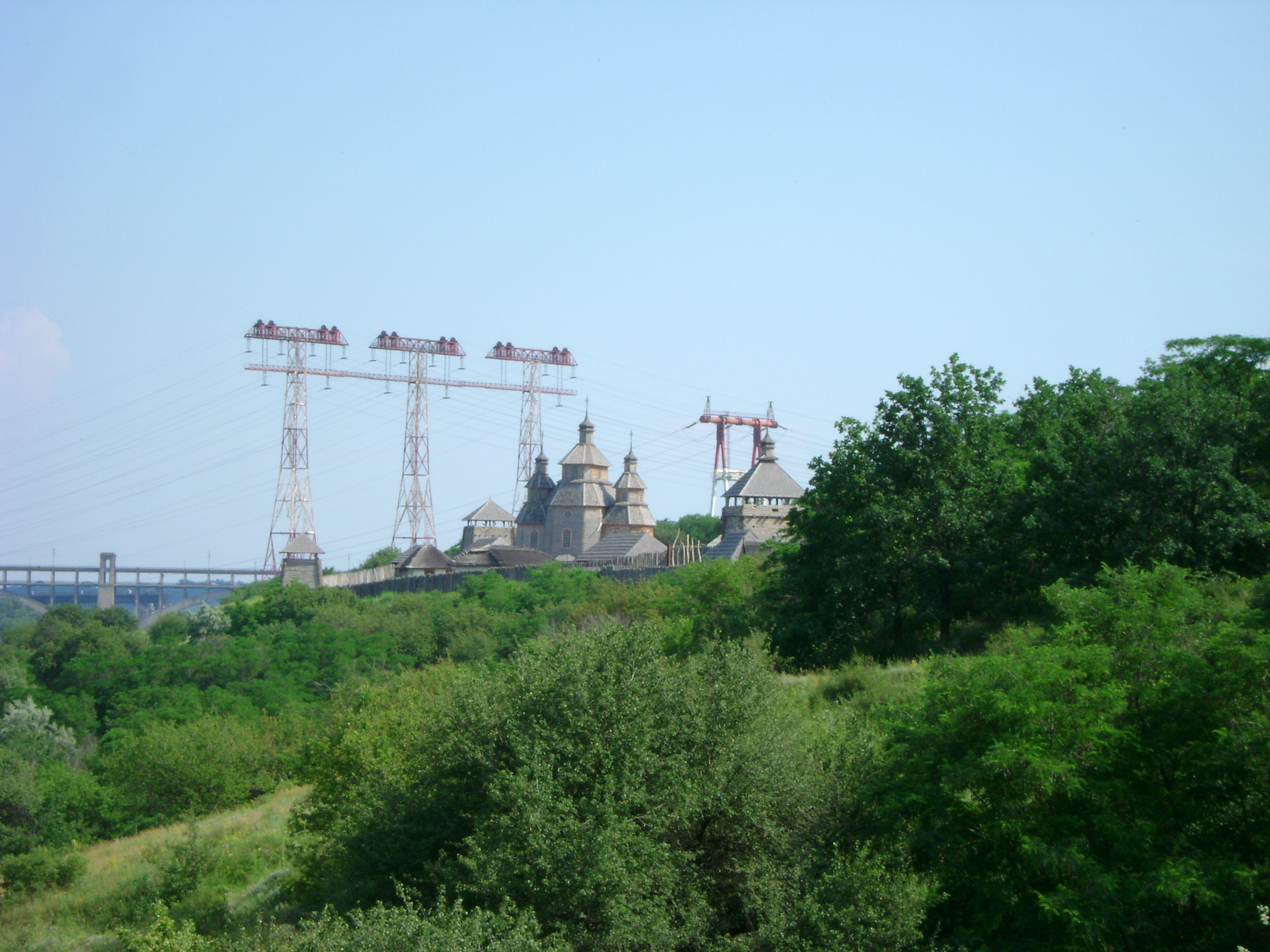
Вигляд на «Три щогли» з Історико-культурного комплексу «Запорозька Січ» на території Національного заповідника «Хортиця»

Після відновлення в 1940-х роках ХХ століття тут мало що змінилося. З тих пір капітальні роботи на опорах не проводилися, і лише іноді, раз в кілька років, на них оновлюють біло-червону розмальовку. 
Ще одна відмінність — з часом одна з ліній зникла з тієї опори, яка стоїть нижче за все за течією.
Що ж стосується проміжних опір, особливо тих, які стоять і сьогодні на Хортиці, то багато хто з них пережили війну без пошкоджень, і продовжують працювати вже дев'ятий десяток років. З тих часів нам дістався і «екзотичний» клас напруги в 154 кВ, який привезли його сюди американці разом з обладнанням «General Electric», і цей клас напруги залишається в Дніпровській електроенергетичній системі і сьогодні.